# Hiro Induction System
L'Hiro Induction System chiamata anche "H.I.S.", regola l'immissione di gas freschi nella camera di manovella e/o combustione di un motore a due tempi, sistema inventato e utilizzato dalla HIRO.

## Descrizione
Questo è un sistema d'immissione misto, dove si ha una via di mezzo tra il piston port e la valvola lamellare, in questo sistema il piston port era centrale (porta principale) mentre le lamelle d'ammissione sono disposte lateralmente su condotti separati rispetto alla porta principale (una o due lamelle per lato).

## Uso
Questo sistema viene usato solo su motori della Hiro, che sono stati montati sulla Aprilia ST, Aprilia STX e Garelli GTA 125cc, inoltre è stato usato anche sulle Suzuki RG.

## Caratteristiche
Questo sistema è caratterizzato da un maggiore costo, sia rispetto al sistema lamellare che piston port, ma permetteva una maggiore flessibilità rispetto al sistema piston port e ai sistemi a valvola lamellare usati sui motori sprovvisti dei travasi coanda.